# Claragh Mountain
Claragh Mountain är ett berg i republiken Irland.   Det ligger i grevskapet County Cork och provinsen Munster, i den sydvästra delen av landet, 240 km sydväst om huvudstaden Dublin. Toppen på Claragh Mountain är 452 meter över havet, eller 134 meter över den omgivande terrängen. Bredden vid basen är 1,3 km.
Terrängen runt Claragh Mountain är kuperad söderut, men norrut är den platt.Runt Claragh Mountain är det glesbefolkat, med 17 invånare per kvadratkilometer. Närmaste större samhälle är Macroom, 19,2 km sydost om Claragh Mountain. Trakten runt Claragh Mountain består i huvudsak av gräsmarker.